# اس‌اس بنالبناچ (۱۹۴۶)
اس‌اس بنالبناچ (۱۹۴۶) (به انگلیسی: SS Benalbanach (1946)) یک کشتی بود که طول آن ۴۵۱ فوت (۱۳۷٫۴۶ متر) بود. این کشتی در سال ۱۹۴۶ ساخته شد.